# Titi Orbignův
Titi Orbignův (Plecturocebus donacophilus) je ploskonosá opice patřící mezi chvostanovití (Pitheciidae) a do rodu titi (Plecturocebus). Je druhem neotropické oblasti, obývá Bolívii a Brazílii. Jedná se o středně velkou opici. Dle Mezinárodního svazu ochrany přírody se řadí mezi málo dotčené druhy.

## Výskyt
Titi Orbignův je druhem neotropické oblasti, vyskytuje se v Bolívii a Brazílii. V Bolívii obývá především východní část země, tj. horní povodí řek Mamoré a Río Grande, areál výskytu se dále táhne severně do Brazílie, a to zřejmě až po Mato Grosso a Rondôniu. Druh galeriových lesů a podobných lesních oblastí poblíž bažinatých pastvin a podobných otevřených oblastí.

## Popis
Titi Orbignův je středně velký druh opice, samci měří zhruba 31,1 cm, samice 34 cm; u tohoto druhu není výrazný pohlavní dimorfismus. Tělesná hmotnost se pohybuje od 800 do 1 200 gramů, přičemž samice bývají o něco lehčí. Ocas tohoto druhu je obvykle delší než hlava a tělo. Není chápavý. Dlouhé jsou rovněž zadní končetiny. Hustá srst má šedé-aguti až oranžové-aguti zbarvení, s oranžovým břichem a bílými ušními chomáčky. Celkový zubní vzorec činí 2.1.3.3/2.1.3.3, jako u všech titiů

## Chování
Titi Orbignův je opice žijící v malých skupinkách o dvou až sedmi jedincích. Aktivní je od rozbřesku až po soumrak, aktivita také záleží na dostupnosti potravy; pokud je jí v teplejších měsících dostatek, probouzejí se opice i dříve. Ze svých 11,5 hodin aktivity vynakládají hledání potravy 2,7 h. Přesné složení jídelníčku tohoto druhu nebylo nikdy důkladně zkoumáno, ale zdá se, že jde o všežravce se zaměřením zvláště na ovoce; to tvoří až 70 % jeho stravy. Živí se však také listím (které tvoří důležitou část potravy v období sucha) či drobnými bezobratlými, jako jsou pavouci, motýli a mravencovití, přičemž dovedou některý hmyz polapit i v letu, pokud se k nim přiblíží dostatečně blízko. Během dne se pohybují především v nižších patrech lesa, avšak při cestování na delší vzdálenosti využívají vrcholky stromů, někdy rovněž chodí po zemi. Titiové spí na stromech ve výšce asi 15 m, odpočívají však i během dne. To obyčejně sedí namačkaní k sobě a s navzájem spletenými ocasy.
Teritorium tohoto druhu je malé a dosahuje rozlohy 0,005 až 0,14 km2. Přestože tlupu obvykle vede jeden samec, nepanuje v ní žádná hierarchie. Své území tato opice sdílí i s jinými opicemi, jako jsou někteří kosmani, kotulové, chápanovití, malpovití a mirikinovití.

### Komunikace

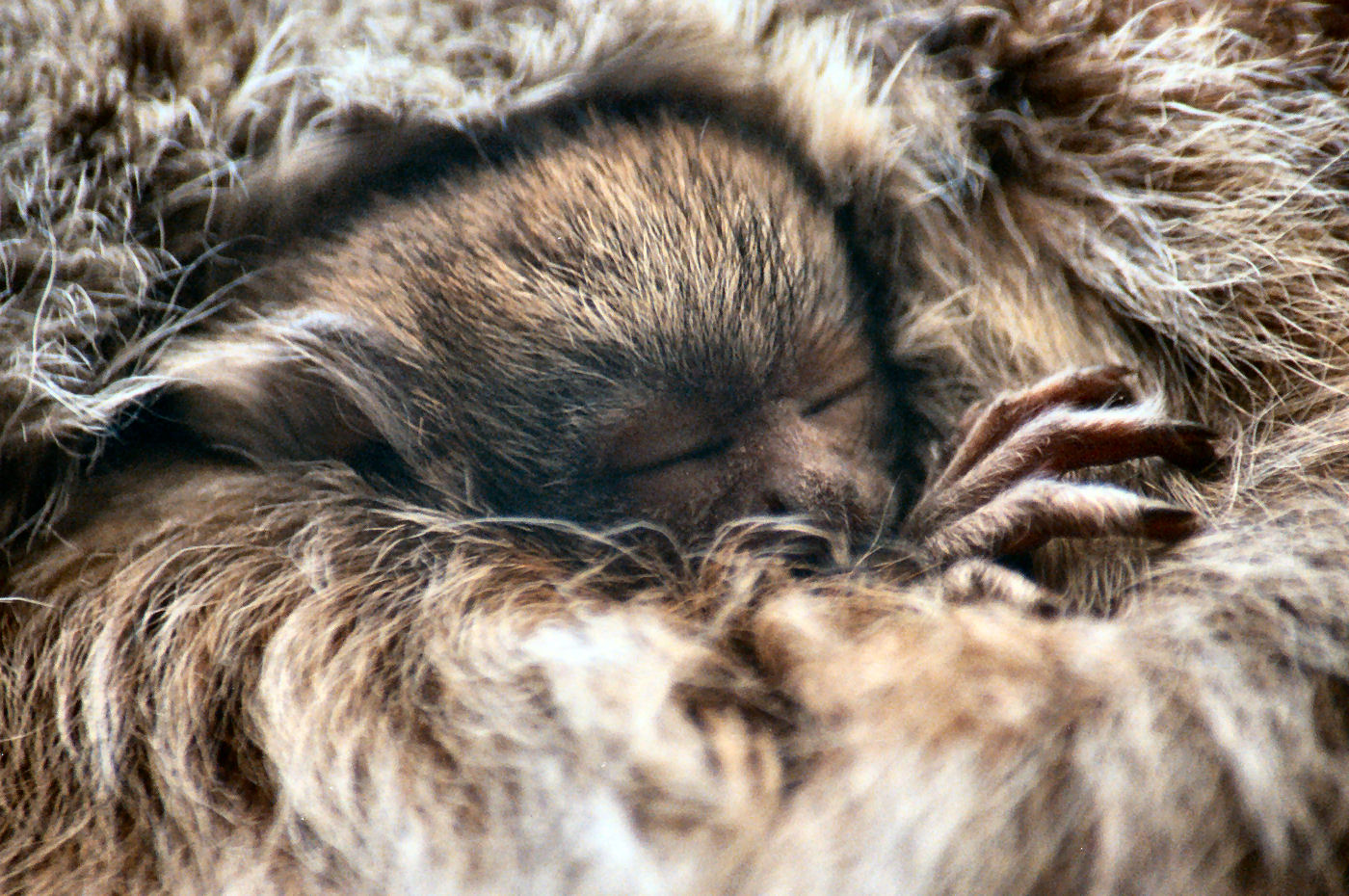
Mládě

U tohoto druhu je známo mnoho různých volání, která lze však obecně rozdělit do dvou skupin. Vysoké zvuky titiové vydávají v konfliktních situacích, nebo pokud jsou rozrušeni. Hlasité a hluboké volání, slyšitelné na dlouhou vzdálenost, opice používají na vymezení svého území, či k udržení vzájemného kontaktu mezi jednotlivými členy tlupy. Titiové si teritorium vymezují brzy po probuzení, přičemž tuto aktivitu vždy zahajují samci. Pokud sousední skupina volání zaslechne, reaguje stejně, z čehož vznikají duety, do kterých se zapojují i samice.

### Rozmnožování

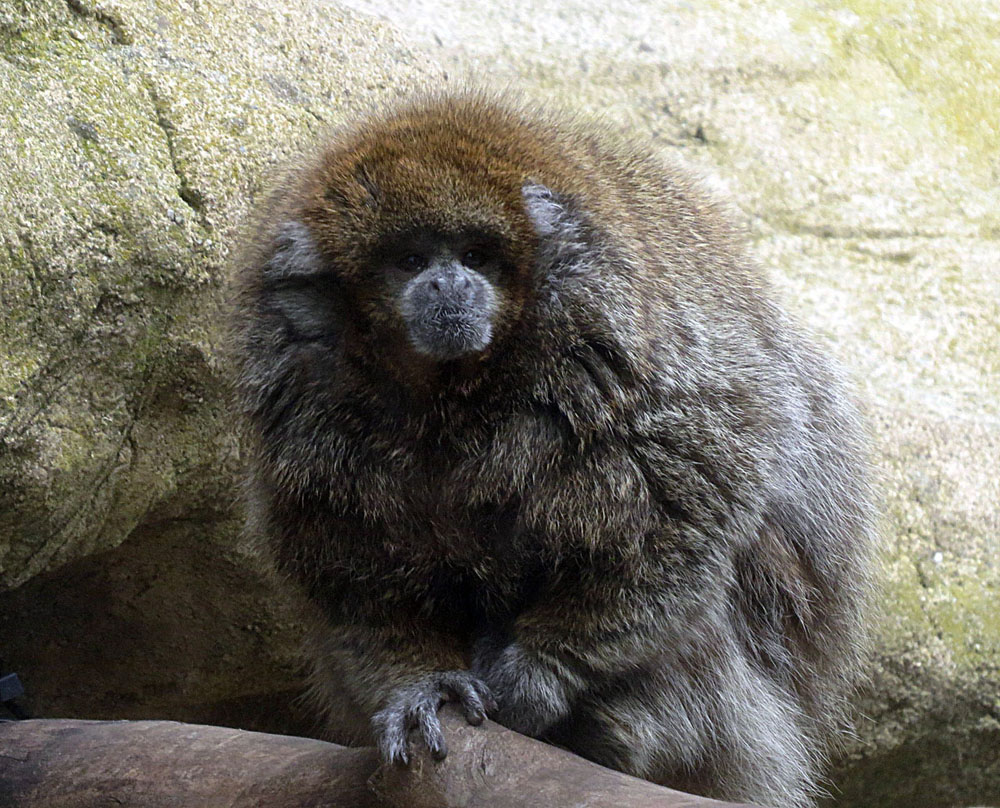
Titi Orbignův v zajetí

Podobně jako všichni titiové, i tento druh je monogamní, mezi samcem a samicí se vytváří pevné celoživotní pouto. Oba členové páru spolu zůstávají v těsné blízkosti a při odděleni projevují známky úzkosti. Důkaz o síle párového svazku představuje i vzájemná péče, choulení k sobě s propletenými ocasy, vzájemné doteky. U těchto opic panuje žárlivost a samci, nejčastěji v přítomnosti dalších samců, drží pevně své partnerky, aby tím zabránili spáření s jiným samcem. Očekává se, že doba rozmnožování u tohoto druhu nastává na jaře, kdy začíná období dešťů, v zajetí se množí celoročně. Po zhruba 18 týdnech březosti se samici narodí jedno, zřídkakdy dvě mláďata. Samice je obvykle pouze kojí a o jejich nošení a ochranu se starají samci, od prvního měsíce života nejsou v blízkosti matky již téměř vůbec. Mláďata také vykazují větší míru nervozity, pokud není v jejich blízkosti otec, než matka. Pohlavní dospělosti je u tohoto druhu dosaženo u samic okolo 2 let, avšak obvykle se rozmnožují ještě o dva roky později. Dožívají se přibližně 25 let.
Mezi přirozené nepřátele se řadí harpyje krahujová (Morphnus guianensis), orli ozdobní (Spizaetus ornatus), jaguáři (Panthera onca), mláďata zabíjejí rovněž malpy hnědé (Cebus apella).

## Ohrožení
Nebezpečí pro titiho Orbignova představuje především rozvoj zemědělství, kvůli kterému opice přicházejí o přirozené prostředí, zejména pak v příměstských oblastech, jako v blízkosti jihoamerického města Santa Cruz. Titiové však patří k mála primátům, kteří se dovedou zčásti přizpůsobit i životu ve městech, resp. okolí přilehlých venkovských komunit. Na základě rozsáhlého areálu výskytu, přizpůsobivosti a zřejmě relativně stabilní populace je titi Orbignův Mezinárodním svazem ochrany přírody hodnocen jako málo dotčený druh. Mimoto je zapsán na přílohu II Úmluvy o mezinárodním obchodu s ohroženými druhy volně žijících živočichů a rostlin (CITES) a chráněn v Biosférické rezervaci Beni a Národním parku Amboro.